# Donata Doni
Donata Doni, pseudonimo di Santina Maccarrone (Lagonegro, 24 novembre 1913 – Roma, 15 dicembre 1972), è stata una poetessa italiana.
Si trasferì a Forlì con la famiglia al termine della prima guerra mondiale. Conseguita la laurea in lettere presso l'università di Padova, si dedicò all'insegnamento nelle scuole medie. Sul finire degli anni cinquanta, si spostò a Roma, prestando servizio presso il ministero della pubblica istruzione. Iniziò l'attività poetica già durante gli studi universitari, ma la loro pubblicazione vedrà la luce solamente sul finire degli anni quaranta. Afflitta per anni da una grave malattia, morì a Roma nel 1972. Scrisse diverse raccolte di poesie, alcune uscite un anno dopo la morte, come Il fiore della gaggìa, con prefazione di Diego Valeri, e Neve e mare. Si sono interessati alla sua poesia, introducendo alcuni suoi volumi, anche Giovanni Titta Rosa e Diego Fabbri.

## Biografia

### La formazione
Le poche notizie in possesso della Doni ci vengono offerte dalle raccolte delle sue poesie e da qualche articolo pubblicato dopo la sua morte (1972).
Appartenente a una buona famiglia borghese, dal padre ereditava il rigore e dalla madre, insegnante di francese, ereditava la dolcezza. La Doni appare sin da giovane un carattere austero e introverso. Era una sognatrice e voleva diventare una poetessa a tutti gli effetti. Subì l’influsso dei poeti maledetti, i simbolisti francesi, i quali consideravano la parola – simbolo una occasione per raccontare la verità e dissentire da tutto ciò che era conformismo e perbenismo ipocrita. La poesia era il suo chiodo fisso e rappresentava l’espressione dell’animo e la ricerca di Dio. Padova le diede la possibilità di incontrare maestri di vita. Venezia e Padova furono le città ricche di novità, si mescolavano docenti e studenti provenienti da ogni parte d’Europa. Qui ella ebbe il suo primo e serio orientamento etico. Rimase colpita e affascinata dalle lezioni del suo professore Diego Valeri nell’aula quattro all’università Palazzo del Bò, a Padova, il quale spiegava i versi di Baudelaire e talvolta, ella, si scopriva a recitarli mentalmente nel percorrere le lunghe strade della città. Era il 1931, aveva solo 18anni. Alle lezioni del docente non perdeva una sola parola, pendeva dalle sue labbra. Colloquiò con il docente il giorno del suo primo esame universitario.
Il docente le chiese una poesia a caso, I fiori del male, ed ella timidamente rispose che preferiva altre poesie dello stesso autore (Baudelaire) più intime e sommese. Qualche anno dopo chiese la tesi sui simbolisti francesi; alla richiesta con tono garbato, il docente le rispose: «bisogna andare in Francia signorina se vuole fare un bel lavoro». Parigi era il suo grande sogno, il padre, severo non l’avrebbe permesso; tuttavia, I fiori del male le avevano penetrato il cuore. Nel 1937, sei anni dopo, da laureata, incontrò il professore ed ebbe il coraggio di mostrargli le sue poesie. Da quel momento iniziò tra di loro un carteggio rispettoso e amorevole. Il professore la chiamava affettuosamente Santina Donata, e l’accolse nella sua casa a Venezia nel 1931 ove si recò per una visita di cortesia e per confrontarsi culturalmente. Fu la prima di una lunga serie di incontri. Santina e il professore Valeri conversavano a lungo, talvolta cenavano assieme; ella nutriva ammirazione e stima e conservava tutti i volumi del docente. Il suo insegnamento le ravvivava continuamente la “fiamma” della poesia. Anni dopo riferisce: «Attraverso quel mare che gli uomini liberi sempre ameranno, a quel mare che gli albatri percorreranno sempre queste parole giungeranno a Venezia, a ricordarti la scolara che ascoltava I fiori del male». Così scriveva 53 anni dopo, il 19 settembre 1966. Santina si formò culturalmente e spiritualmente a Padova con i docenti Giovanni Bertacchi per la letteratura italiana, Manara Valgimigli e Concetto Marchesi per la greca e latina, Diego Valeri,  di letteratura francese e Ramiro Ortiz, fine interprete e maestro di letteratura romanza. Gli anni universitari padovani maturarono e arricchirono la vocazione alla poesia, che Santina aveva manifestato sin dagli anni dell’adolescenza a Forlì. Lei stessa ha raccolto e lasciato più di venti quaderni ed altro materiale, produzione che ebbe inizio dal 1928. Sono pagine di un “Giovane diario”  che annunciavano un’opera più importante da pubblicare nelle Edizioni di Storia e Letteratura, dal titolo I frammenti dei giorni, e sottotitolo Tentativo di una autobiografia (1963). Quando la poetessa frequentava l’Università a Padova, era solita rifugiarsi nella biblioteca, dove leggeva i poeti di ogni paese. Frequentava con piacere le lezioni di latino del professore Marchesi. Di lui diceva che: «quando spiegava Lucrezio si sentiva stordita “come un urlo di vento”». Catullo le appariva dolce nella preghiera, nel ricordo di una donna diletta o di una tomba. Il professore Concetto Marchesi invece,  spiegava con voce pacata e le trasmetteva conoscenze riferite alla realtà facendole incontrare «l’uomo con le sue passioni che la portavano come una foglia». Allora non comprendeva come l’uomo lottasse contro gli Dei. Era una fanciulla della provincia con una mente semplice, aveva appena 18 anni. Significativa la figura del docente di filologia Ramiro Ortiz che veniva da Bucarest. Lo ricordava con abiti inappuntabili e maniere gentili. Per la poetessa era una fonte inesauribile di sapere. Il professore Ortiz, essendo ella un'alunna modello, l’accoglieva nella sua casa di periferia per eseguire lavori scolastici. Lei ricorda lo studio, nella casa, gremito di libri, di oggetti esotici, cuscini rumeni. Quando le apriva la porta, il professore l’accoglieva sorridente. Ricordava di aver preparato una relazione sul Simbolismo spagnolo e francese e il professore rimase sorpreso dalla eloquenza evidenziata durante l’esposizione in un seminario. Ortiz notò per primo il dono della parola nella poetessa e le disse che ella doveva renderne grazie a Dio. Felice di tale giudizio Donata ricorda che era il mese di maggio, le strade erano fiorite e profumate di glicini e la sua felicità arrivava alle stelle. Moltissime furono le visite che si scambiarono con il professore, lunghe passeggiate con lui assieme alla moglie per la cittadina veneziana. Passeggiavano tutti e tre ricordando i poeti rumeni o spagnoli; ella amava D’Annunzio anche se non era riuscita a leggerlo tutto. Era felice e triste perché la moglie del professore, nel giorno del suo funerale, le confidò che era stata la sua alunna prediletta.
Donata Doni vinse nel 1949 il Premio nazionale "Estate Pesarese" con le poesie Voce d'Amore e Già la vigna s'arrossa.
Alla formazione religiosa contribuì il sacerdote spirituale Don Giuseppe De Luca. Conobbe Don Giuseppe nel 1945 a Roma, quando si trasferì  presso il Ministero della Pubblica Istruzione. La Roma del 1945 era una città desolata del dopoguerra. Ella provava tanta sofferenza anche se aveva preparato un volume di silloge con la recensione di Villaro. Don Giuseppe fu un amico, un maestro, un padre, una guida. La pregava di essere più buona. Nel settembre del 1961, all’età di 48 anni, fu ricoverata in ospedale a Roma per una nuova malattia. Don Giuseppe De Luca le diceva «Coraggio, stai bene, leggi, scrivi, prega, canta se ti piace cantare, a voce spenta, sii insomma felice, della vita che hai tolto di mano alla morte ladra, e di colui, Dio che hai ritrovato, e non lo lasciare un attimo». Donata il giorno della morte del suo caro sacerdote si era recata in ospedale in vita. Purtroppo rimase delusa e irritata quando gli apparve il corpo del defunto chiuso dalla porta di vetro dell’ospedale dove lo avevano portato nel giorno dell'appuntamento. Scrive: «ti guardai a lungo interdetta, ti chiesi di farmi amare la madonna. Appoggiai la corona del rosario presso la tua spoglia. Cercavo le tue parole, come facevo sempre, ma quella volta non ho sentito risposte. Ero delusa e irritata. Poi ti ho cercato ancora, nel cielo di marzo, nelle strade della tua città, tra le sponde del Tevere, tra le strade affollate. Là eri nella mia anima».
Donata Doni è sepolta nel cimitero monumentale di Forlì.

## Opere
- Amore di poesia, Lanciano, Carabba, 1940.
- Orme di nubi, Pesaro, Il Sentiero dell'Arte, 1949.
- L'alba che ignoro, Milano, Gastaldi, 1954.
- Neve e mare, Padova, Rebellato, 1959.
- Il pianto dei ciliegi feriti, Roma, Edizioni di Storia e Letteratura, 1963.
- La carta dispari, Roma, Edizioni di Storia e Letteratura, 1968.
- Il fiore della gaggìa, Roma, Edizioni di Storia e Letteratura, 1973.
- Neve e mare, nuova edizione accresciuta, Roma, Edizioni di Storia e Letteratura, 1973.